# Henning Kinberg
Arvid Gustaf Henning Kinberg, född den 29 oktober 1860 i Stockholm, död där den 13 juli 1928, var en svensk militär. Han tillhörde släkten Kinberg från Västergötland och var son till professor Hjalmar Kinberg samt far till rikslottachefen Märta Stenbeck.
Kinberg blev underlöjtnant vid fortifikationen 1880, befordrades inom kåren till major 1908, erhöll avsked ur aktiv tjänst 1910 och blev överstelöjtnant i armén 1915. Han var 1898–1906 lärare i tillämpad mekanik vid Artilleri- och ingenjörhögskolan. År 1900 företog han på offentligt uppdrag en studieresa till krigsskådeplatsen i Sydafrika. Kinberg var 1908–22 Stockholms stads byggnadschef och ledde som sådan bland annat Kungsgatans framdragande genom Brunkebergsåsen, med tillhörande viadukter (1911), anläggningen av Katarinavägen som uppfart till Södermalm (1914) samt av Sveavägen (1917), uppförandet av bron över Liljeholmsviken (1916), stadshusbron (1919) samt broanläggningarna vid Danvikstull och Skanstull. Han ordnade Karlaplans-, Skogsinstitutets-, Eriksbergs- och Bergsundsområdena. Under hans ämbetstid anlades åtskilliga nya parker (särskilt på Södermalm) och utfördes synnerligen vidlyftiga dränerings- och andra rörledningsarbeten, särskilt i samband med Brännkyrka och Bromma församlingars inkorporering (1913 respektive 1916). Vidare fullbordades stadsgårdshamnen med tull- och packhus och viadukt samt Värtahamnen, varjämte frihamnen påbörjades och arbetena med Hammarbyledens anläggning igångsattes. Bland uppförda byggnader märks det nya polishuset (fullbordat 1911), Östermalms högre läroverk (samma år), nya rådhuset (1919) och stadshuset, i vars nämnds arbetsutskott Kinberg var ordförande ända tills byggnaden fullbordats (1924). Han var kommendör av 2:a klassen av Vasaorden och norska Sankt Olavs orden, riddare av Svärdsorden och Nordstjärneorden, riddare av franska Hederslegionen samt riddare av andra klassen av ryska Sankt Stanislaus orden och av tredje klassen av likaledes ryska Sankt Annas orden. Kinberg var under namnet "Tuppen" medlem av SHT.